# Campeonato Mundial de Patinaje Artístico sobre Hielo de 1959
El L Campeonato Mundial de Patinaje Artístico se realizó en Colorado Springs (Estados Unidos) entre el 24 y el 28 de febrero de 1959 bajo la organización de la Unión Internacional de Patinaje sobre Hielo (ISU) y la Asociación Estadounidense de Patinaje Artístico sobre Hielo. 

## Resultados

### Masculino
| Puesto | Nombre         | País           | Puntos |
| ------ | -------------- | -------------- | ------ |
| Oro    | David Jenkins  | Estados Unidos | 7      |
| Plata  | Donald Jackson | Canadá         | 18     |
| Bronce | Tim Brown      | Estados Unidos | 19     |

### Femenino
| Puesto | Nombre           | País           | Puntos |
| ------ | ---------------- | -------------- | ------ |
| Oro    | Carol Heiss      | Estados Unidos | 7      |
| Plata  | Hanna Walter     | Austria        | 20     |
| Bronce | Sjoukje Dijkstra | Países Bajos   | 24     |

### Parejas
| Puesto | Nombre                              | País                | Puntos |
| ------ | ----------------------------------- | ------------------- | ------ |
| Oro    | Barbara Wagner / Robert Paul        | Canadá              | 9      |
| Plata  | Marika Kilius / Hans-Jürgen Bäumler | Alemania Occidental | 19     |
| Bronce | Nancy Ludington / Ronald Ludington  | Estados Unidos      | 35,5   |

### Danza en hielo
| Puesto | Nombre                               | País           | Puntos |
| ------ | ------------------------------------ | -------------- | ------ |
| Oro    | Doreen Denny / Courtney Jones        | Reino Unido    | 6      |
| Plata  | Andrée Jacoby / Donald Jacoby        | Estados Unidos | 12     |
| Bronce | Geraldine Fenton / William McLachlan | Canadá         | 14     |

## Medallero
| # | País                |   |   |   | Total |
| - | ------------------- | - | - | - | ----- |
| 1 | Estados Unidos      | 2 | 1 | 2 | 5     |
| 2 | Canadá              | 1 | 1 | 1 | 3     |
| 3 | Reino Unido         | 1 | 0 | 0 | 1     |
| 4 | Alemania Occidental | 0 | 1 | 0 | 1     |
| 4 | Austria             | 0 | 1 | 0 | 1     |
| 6 | Países Bajos        | 0 | 0 | 1 | 1     |
|   | TOTAL               | 4 | 4 | 4 | 12    |

| Predecesor: Francia 1958 | Campeonato Mundial de Patinaje Artístico sobre Hielo 1959 | Sucesor: Canadá 1960 |

- Datos: Q174848